# Centre juridique franco-allemand
Le Centre juridique franco-allemand (CJFA), est une institution universitaire de coopération appartenant à la faculté de droit de l'Université de la Sarre (Universität des Saarlandes).
Le CJFA est la seule institution non française dans le monde à délivrer un diplôme français : la licence de droit franco-allemande.
Le CJFA coopère avec des partenaires historiques : 
- l'Université Paris Panthéon-Assas (anciennement Paris II)
- l'Université de Strasbourg
- l'Université de Lorraine

À ces trois partenariats initiaux ont été ajoutées des coopérations avec les universités de Lyon 2, Nice Côte d'Azur, Toulouse I Capitole et l'Université internationale de Tunis.

## Origines
Le 8 mai 1947, le « Centre Universitaire d’Études Supérieures de Hombourg » est inauguré pour les étudiants en médecine, sous l’égide de l’Université de Nancy.
Le 9 avril 1948, le Conseil d’administration, réuni à Paris, décide de transformer cet institut en une véritable université, entraînant ainsi la création de l’Université de la Sarre. L'administration déménage alors à Sarrebruck, sur le site de l'ancienne caserne « Below ».
L'Université de la Sarre ouvre officiellement ses portes le 15 novembre 1948, avec le Professeur Jean Barriol comme premier recteur. Le 15 décembre 1948, un accord culturel est signé entre la France et la Sarre, et l’Université est visitée par le Ministre français des affaires étrangères, Robert Schuman.
Le 14 mars 1955, le Conseil d’administration décide de créer le Centre d’Études Juridiques Françaises (CEJF), qui accueille sa première promotion le 1er novembre 1955.
À cette époque, les infrastructures à Sarrebruck sont encore peu développées, et une petite équipe de professeurs et d’assistants se rend depuis Nancy pour dispenser les cours, souvent accompagnée par les chauffeurs de l’Université de Nancy.

## Histoire

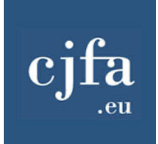
Logo du Centre juridique franco-allemand

Le Centre juridique français a été fondé comme Centre d'Études Juridiques Françaises en 1955, à l'époque où l'université de la Sarre était une université française. Au début, les études n'étaient ouvertes qu'aux étudiants français.
Par un décret du 14 novembre 1955, le gouvernement français reconnaît au Centre la capacité de délivrer des diplômes français.
Lorsque l'université de la Sarre est devenue une université allemande, le Centre d'Études Juridiques Françaises a par la suite été ouvert aux étudiants allemands et il a été de ce fait nommé Centre juridique franco-allemand. Désormais, une moitié des étudiants sont Français, une moitié Allemands.
Jusqu'en 2006, le CJFA était habilité à délivrer le Deug droit.

## Le CJFA aujourd'hui
Après le processus de Bologne et la réforme LMD, le CJFA est habilité à délivrer une double licence en droit en partenariat avec l'université Paul-Verlaine de Metz. Le Deug droit est encore délivré comme diplôme intermédiaire à la fin de la deuxième année.
Désormais, les deux premières années des études au CJFA se déroulent dans la capitale sarroise, à Sarrebruck, et la troisième année au sein d'une université française partenaire, lesquelles sont l'université Panthéon-Assas Paris II, l'université de Strasbourg, l'Université Lyon 2, l'Université Nice Côte d'Azur, Toulouse I Capitole ou l'Université de Lorraine.
À l’issue de trois années d’études, ces programmes conduisent à la validation d’un double diplôme franco-allemand de Licence en droit et de LL.B de l'Université de la Sarre.
L'université de la Sarre est l'unique université allemande dotée de deux chaires de droit français: la chaire de droit civil du professeur Julien Dubarry et la chaire de droit public du professeur Philippe Cossalter. Les deux chaires entendent contribuer au rayonnement du droit français en Allemagne et donner en France les clefs de compréhension du droit allemand afin de servir d’interface culturelle entre les deux systèmes juridiques.
Les cours au CJFA concernant la partie française du cursus sont dispensés par des professeurs d'universités ou des maîtres de conférences français.
La partie allemande du cursus est directement dispensée par des professeurs d'universités de l'université de la Sarre.

## Formations proposées
Le Centre juridique franco-allemand (CJFA) de l’Université de la Sarre propose une double diplomation dans le cadre d’un cursus intégré Licence de droit (LL.B).
À partir du semestre d'hiver 2024/25, l'Université de la Sarre propose un nouveau diplôme de Bachelor en Droit (LL.B.). Le Bachelor en Droit, qui se complète en six semestres, ne constitue pas une qualification pour les professions juridiques pleines comme juge ou avocat, pour lesquelles les «Staatsexamen » restent nécessaires. Toutefois, le LL.B. est reconnu internationalement et fournit une qualification juridique précoce et rapide, adaptée aux carrières nationales et internationales.
L’Université de la Sarre propose aux étudiants des doubles Master/LL.M en droit allemand, européen et international, développés avec certaines de ses universités partenaires françaises. Ces doubles LL.M./Master 2  sont accessibles directement après une Licence ou un Bachelor of laws.
Masters intégré de droit public SAARLOR avec l'Université de Lorraine
Masters intégrés SARLYON avec l'Université Lumière Lyon 2
Masters intégrés SARALPES avec l'Université de Grenoble
Masters intégrés SARPA avec l’Université Panthéon-Assas (Paris 2)
Ces cursus intégrés se déroulent en deux ans, une année étant effectuée à Sarrebruck et une année en France.

## Prix Bijus
Le prix Bijus récompense les travaux académiques en droit comparé franco-allemand. Il est décerné par le Centre juridique franco-allemand de l'Université de la Sarre.
Il récompense les travaux académiques (thèses, mémoires) qui apportent une contribution significative dans ce domaine. Le prix vise à encourager les échanges et les coopérations scientifiques entre la France et l'Allemagne.
Ce prix est doté de 1000 € (pour l'édition 2024) et récompense les thèses rédigées en langue française portant sur le droit allemand ou sur une comparaison avec le droit allemand.
Ce prix valorise les études approfondies et novatrices, renforçant ainsi les liens juridiques et culturels entre les deux pays.

## Partenaires du CJFA
Partenariats avec des institutions allemandes :
 l'Université de la Sarre
 La Bundesnotarkammer (Chambre fédérale des notaires allemands) 
 Europa-Institut (en)
Partenariats avec des institutions françaises :
 Conseil supérieur du notariat
 Le Barreau de Paris et l'Ecole de formation du Barreau de Paris (EFB)
 Université Paris-Panthéon-Assas
 Université de Lorraine
 Université de Strasbourg
 Université de Lyon 2
 Université de Toulouse-I-Capitole
 Université de Grenoble
Partenariats avec des institutions européenes :
 Programme Erasmus +
 Université franco-allemande
Autres partenariats :
 Université de Montréal
 Université de Vilnius
 Université internationale de Tunis
Entreprises partenaires :
 Cabinet Loyens & Loeff
 Cabinet Arendt et Medernach
 Ernst & Young GmbH

## Rayonnement européen à travers ses débouchés professionnels
En raison de l'enseignement bilingue dans les deux domaines du droit d'États membres de l'Union européenne, les anciens élèves du Centre juridique franco-allemand exercent principalement le droit en tant que juristes d'entreprises dans des multinationales, comme fonctionnaires de l'Union européenne et dans les différentes organisations internationales.
Les diplômés du CJFA ont par le passé et continuent encore de nos jours de régulièrement exercer les fonctions d'ambassadeurs, membres du personnel de la Commission européenne ou de la Cour de justice européenne.